# Mežica
Mežica là một khu tự quản (tiếng Slovenia: občine, số ít – občina) trong vùng Koroška của Slovenia. Mežica có diện tích 26.4 km2, dân số là theo điều tra ngày 31 tháng 3 năm 2002 là 3966 người. Thủ phủ khu tự quản Mežica đóng tại Mežica.